# Fraubrunnen (distrikt)
Fraubrunnen var fram till 31 december 2009 ett amtsbezirk i kantonen Bern, Schweiz.

## Kommuner
Fraubrunnen var indelat i 27 kommuner:
- Ballmoos
- Bangerten
- Bätterkinden
- Büren zum Hof
- Deisswil bei Münchenbuchsee
- Diemerswil
- Etzelkofen
- Fraubrunnen
- Grafenried
- Jegenstorf
- Iffwil
- Limpach
- Mattstetten
- Moosseedorf
- Mülchi
- Münchenbuchsee
- Münchringen
- Ruppoldsried
- Schalunen
- Scheunen
- Urtenen-Schönbühl
- Utzenstorf
- Wiggiswil
- Wiler bei Utzenstorf
- Zauggenried
- Zielebach
- Zuzwil